# Герб Курмана
Герб Курмана — офіційний символ селища Курман (Курманського району АРК), затверджений рішенням Красногвардійської селищної ради № 2064 від 21 травня 2010 року.

## Опис
У щиті, розтятому на червоне й синє поля, виходить золоте сонце, на якому синій фонтан; над ними летить срібний орел.

## Символіка
Фонтан означає води Північнокримського каналу.
Орел символізує природу селища, розташованого у степовій частині Криму. Сонце, що сходить, — символ світла, тепла, нового дня і надії. Промені-колоски сонця, що виходить з краю, символізують сільське господарство як основу економіки селища.